# Koryto rzeki

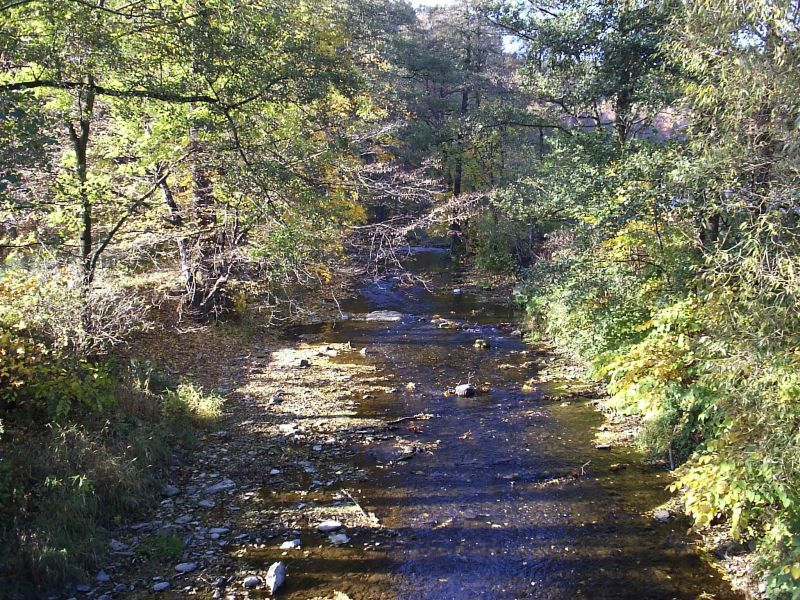
Koryto rzeki Bystřice

Koryto rzeki – najniższa część doliny rzeki, która znajduje się w obrębie jej dna i przez którą okresowo lub ciągle płynie woda, dokonując zmian w kształcie powierzchni. Jeśli rzeka ma silny nurt, następuje erozja denna, jeżeli słaby – akumulacja niesionego materiału, a jeśli meandruje, dochodzi do erozji bocznej. Koryto stanowi fragment łożyska rzeki. W korycie gromadzą się osady powstałe głównie z materiału transportowanego (zwykle poprzez wleczenie lub saltację) po powierzchni dna lub tuż nad nią (transport trakcyjny), w tym bruk korytowy. Przyrost osadów korytowych odbywa się przede wszystkim na boki.  
Część koryta rzeki, którą woda płynie stale, to koryto małej wody.
Parametrami określającymi koryta rzeczne w danym miejscu są:
- szerokość zwierciadła wody
- powierzchnia przekroju poprzecznego
- głębokość maksymalna (przy danej szerokości)
- obwód zwilżony (obwód styku wody z podłożem na przekroju poprzecznym)